# Herrarnas barr i gymnastik vid olympiska sommarspelen 2004
Herrarnas barr i gymnastik vid olympiska sommarspelen 2004 avgjordes den 14 och 23 augusti i O.A.C.A. Olympic Indoor Hall.

## Medaljörer
| Gren           | Guld                      | Silver                | Brons            |
| Herrarnas barr | Valerij Hontjarov Ukraina | Hiroyuki Tomita Japan | Li Xiaopeng Kina |

## Resultat

### Final
| Placering | Gymnast                 | Start- värde | Kanada | Brasilien | Georgien | Kuba | Bulgarien | Rumänien | Straff | Totalt |
| --------- | ----------------------- | ------------ | ------ | --------- | -------- | ---- | --------- | -------- | ------ | ------ |
|           | Valerij Hontjarov (UKR) | 10,00        | 9,80   | 9,75      | 9,80     | 9,70 | 9,80      | 9,85     | —      | 9,787  |
|           | Hiroyuki Tomita (JPN)   | 10,00        | 9,80   | 9,75      | 9,75     | 9,80 | 9,75      | 9,80     | —      | 9,775  |
|           | Li Xiaopeng (CHN)       | 10,00        | 9,80   | 9,80      | 9,70     | 9,80 | 9,75      | 9,65     | —      | 9,762  |
| 4         | Ivan Ivankov (BLR)      | 10,00        | 9,75   | 9,85      | 9,80     | 9,75 | 9,75      | 9,75     | —      | 9,762  |
| 5         | Daisuke Nakano (JPN)    | 10,00        | 9,80   | 9,75      | 9,75     | 9,80 | 9,75      | 9,75     | —      | 9,762  |
| 6         | Yann Cucherat (FRA)     | 10,00        | 9,75   | 9,80      | 9,80     | 9,75 | 9,75      | 9,75     | —      | 9,762  |
| 7         | Paul Hamm (USA)         | 10,00        | 9,85   | 9,80      | 9,70     | 9,70 | 9,70      | 9,75     | —      | 9,737  |
| 8         | Jernar Jerimbetov (KAZ) | 10,00        | 9,55   | 9,70      | 9,80     | 9,70 | 9,80      | 9,75     | —      | 9,737  |